# 生炒糯米飯

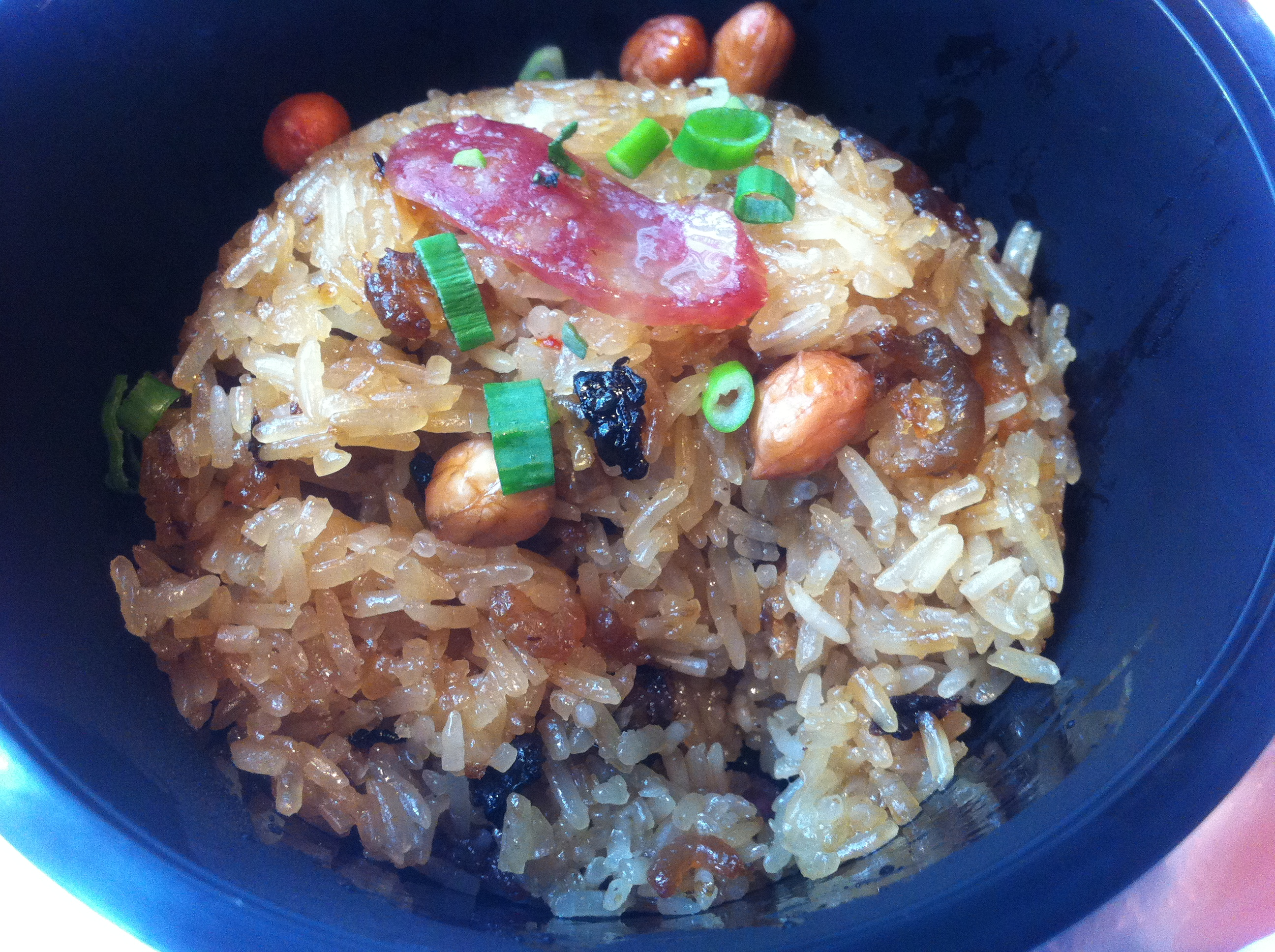
生炒糯米飯

生炒糯米飯是中國粵菜的一種炒飯，以臘味、冬菇及糯米等材料炒製而成，是廣東和香港常見的糯米炒飯。由於廣東人認為糯米有暖胃作用，所以生炒糯米飯在秋冬季節特別常見，又常與蛇羹配搭成套餐。
正宗的生炒糯米飯有點像製作意大利飯，會用未經煮熟的米直接生炒。生炒糯米飯需要較長的時間準備和製作，糯米要先用水浸一個晚上，而炒前必須把水分瀝乾。炒糯米前要先把配料炒熟，然後把配料盛起備用。糯米下鑊後要慢慢炒熟，途中要邊炒邊澆水，每次澆水分量不能太多，否則會變成用水煮糯米，糯米變得太軟。當接近完成前下調味料和已炒熟的配料。因此要獲得軟硬適中的生炒糯米飯，必須用很長時間把糯米炒熟。
由於製作正宗的生炒糯米飯製作需時，因此有不少餐廳基於成本和時間考慮，不會直接把生糯米炒熟，而是先把糯米蒸熟。當客人下單後，便把已蒸熟的糯米飯和配料一起落鑊炒製，這樣可大幅節省炒糯米飯的時間。不過生炒和經蒸煮的糯米飯的外觀和口感並非完全相同。

## 常見配料和調味料
- 花生
- 臘肉
- 臘腸
- 冬菇
- 雞蛋
- 蝦米
- 瑤柱
- 蔥
- 生抽
- 老抽
- 糖